# ك. إل. راهول
ك. إل. راهول (18 أبريل 1992 في الهند - ) هو لاعب كريكت هندي. شارك مع منتخب الهند الوطني للكريكت. أما مع النوادي، فقد لعب مع رويال تشالنجرز بنغالور وKarnataka cricket team ‏ وصن رايزرز حيدر آباد وبنجاب كينغز.

## وصلات خارجية
- ك. إل. راهول على موقع إي آس بي آن كريك إنفو (الإنجليزية)
- ك. إل. راهول على موقع ويزدن الهند (الإنجليزية)